# Нікель Єгор Олександрович
Єго́р Олекса́ндрович Нікель — старший лейтенант Збройних сил України, учасник російсько-української війни, що відзначився під час російського вторгнення в Україну в 2022 році.
Військовослужбовець 36-ї окремої бригади морської піхоти імені контрадмірала Михайла Білинського.

## Нагороди
- орден «Богдана Хмельницького» III ступеня (2022) — за особисту мужність і самовіддані дії, виявлені у захисті державного суверенітету та територіальної цілісності України, вірність військовій присязі[1].
- медаль «Захиснику Вітчизни» (2021) — за особисту мужність, самовіддані дії, виявлені у захисті державного суверенітету і територіальної цілісності України, зразкове виконання військового обов'язку та з нагоди Дня морської піхоти України.